# Тебулосмта
Тебулосмта, Дакуох-Корт (чечен. Тулой лам, груз. თებულოსმთა) — гора на Кавказе, наивысшая точка Чеченской Республики и Восточного Кавказа. Расположена на границе России (Чечня) и Грузии (Тушетия) (район проживания родственных чеченцам по языку обществ Грузии, в Боковом хребте, между истоками Андийского Койсу и верховьями реки Чанты-Аргун.

## Описание
Вершина Тебулосмты покрыта вечными снегами. Высота над уровнем моря составляет 4512 метра. Сложена из юрских глинистых сланцев и песчаников. Площадь ледника составляет около 3 км²[уточнить].

## Этимология
Название Тебулосмта идёт от груз. тебуло — «снег» и груз. мта — гора. Чеченское название горы — чечен. ТӀуьйли-лам, где чечен. лам — гора, а чечен. ТӀуьйли — неясно, вероятно, от чечен. ТӀеволу — «восхождение». Также есть другие чеченские названия — чечен. Дакиех корта, Дакиех лам — «вершина, на которой обитает Дийка» (богиня из нахских верований).
Советский и российский географ А. А. Головлёв сообщает о том, что на современных картах почти все высокогорные вершины Бокового хребта, расположенные на чеченском участке границы России и Грузии, носят грузинские названия (например, Махисмагали, Тебулос-Мта, Маистис-Мта, Донос-Мта, Диклос-Мта). Между тем, как показывает К. Н. Россиков, существовали их чеченские эквиваленты.